# Galeodes dellacaveae
Galeodes dellacaveae är en spindeldjursart som beskrevs av Harvey 2002. Galeodes dellacaveae ingår i släktet Galeodes och familjen Galeodidae. Inga underarter finns listade i Catalogue of Life.